# 曼齊尼流浪者足球會
曼齊尼流浪者足球會（Manzini Wanderers）是一支位於斯威士蘭曼齊尼的職業足球會，目前於斯威士蘭足球超級聯賽角逐。

## 榮譽
- 斯威士蘭足球超級聯賽: 6

1983, 1985, 1987, 1999, 2002, 2003.
- 斯威士蘭盃: 1

1984.
- 斯威士蘭慈善盃: 3

2002, 2003, 2005.
- 斯威士蘭交易會盃: 6

1984, 1985, 1986, 1993, 1996, 2000.

## 在CAF比賽表現
- 非洲球會冠軍盃: 3 次

1984 - 預賽
1986 - 預賽
1988 - 第1圏
- 非洲優勝者杯: 1 次

1985 - 第1圏